# Olympische Sommerspiele 1972/Leichtathletik – 400 m Hürden (Männer)
Der 400-Meter-Hürdenlauf der Männer bei den Olympischen Spielen 1972 in München wurde am 31. August, 1. und 2. September 1972 im Münchner Olympiastadion ausgetragen. 37 Athleten nahmen daran teil.
Olympiasieger wurde in neuer Weltrekordzeit von 47,82 s John Akii-Bua aus Uganda. Er gewann vor dem US-Amerikaner Ralph Mann und dem britischen Olympiasieger von 1968 David Hemery.
Für die Bundesrepublik Deutschland – offiziell Deutschland – starteten Dieter Büttner, Rainer Schubert und Rolf Ziegler. Ziegler schied als Fünfter seines Laufes im Halbfinale aus. Büttner konnte seinen Halbfinallauf nicht beenden. Schubert qualifizierte sich für das Finale und belegte dort Platz fünf.

Die DDR wurde durch Christian Rudolph vertreten, der wie Büttner seinen Halbfinallauf nicht beenden konnte.

Der Schweizer Hansjörg Wirz schied in der Vorrunde aus.

Läufer aus Österreich und Liechtenstein nahmen nicht teil.

## Rekorde

### Bestehende Rekorde
| Weltrekord         | 48,1 s | David Hemery ( Großbritannien) | Finale OS Mexiko-Stadt, Mexiko | 15. Oktober 1968 |
| Olympischer Rekord | 48,1 s | David Hemery ( Großbritannien) | Finale OS Mexiko-Stadt, Mexiko | 15. Oktober 1968 |

### Rekordverbesserung
Der Olympiasieger John Akii-Bua aus Uganda verbesserte den bestehenden olympischen Rekord, gleichzeitig Weltrekord, im Finale am 2. September um 31 Hundertstelsekunden auf 47,82 s.

## Durchführung des Wettbewerbs
Die Athleten traten am 31. August zu insgesamt fünf Vorläufen an. Die jeweils drei Laufbesten – hellblau unterlegt – sowie der nachfolgend Zeitschnellste – hellgrün unterlegt – erreichten das Halbfinale am 1. September. Hieraus qualifizierten sich die vier Laufbesten – wiederum hellblau unterlegt – für die das Finale, das am 2. September ausgetragen wurde.

## Zeitplan
31. August, 10.00 Uhr: Vorläufe

1. September, 14:30 Uhr: Halbfinale

2. September, 16:15 Uhr: Finale

## Vorrunde
Datum: 31. August 1972, ab 10:00 Uhr

### Vorlauf 1
| Platz | Name                       | Nation         | Zeit    |
| ----- | -------------------------- | -------------- | ------- |
| 1     | Dieter Büttner             | BR Deutschland | 49,78 s |
| 2     | Wiktor Sawtschenko         | Sowjetunion    | 49,90 s |
| 3     | Jean-Pierre Corval         | Frankreich     | 50,15 s |
| 4     | Tadeusz Kulczycki          | Polen          | 50,19 s |
| 5     | Manuel Soriano             | Spanien        | 50,88 s |
| 6     | Fatwell Kimaiyo            | Kenia          | 51,23 s |
| 7     | Roberto Frinolli           | Italien        | 51,69 s |
| 8     | Jean-Aimé Randrianalijaona | Madagaskar     | 52,75 s |

### Vorlauf 2
| Platz | Name                 | Nation         | Zeit    |
| ----- | -------------------- | -------------- | ------- |
| 1     | David Hemery         | Großbritannien | 49,72 s |
| 2     | Gary Knoke           | Australien     | 50,10 s |
| 3     | Juri Sorin           | Sowjetunion    | 50,35 s |
| 4     | William Koskei       | Kenia          | 50,58 s |
| 5     | Giorgio Ballati      | Italien        | 50,90 s |
| 6     | José Jacinto Hidalgo | Venezuela      | 54,00 s |
| 7     | Norman Brinkworth    | Pakistan       | 54,67 s |

### Vorlauf 3
| Platz | Name                   | Nation         | Zeit    |
| ----- | ---------------------- | -------------- | ------- |
| 1     | Christian Rudolph      | DDR            | 50,00 s |
| 2     | Ralph Mann             | USA            | 50,18 s |
| 3     | Rainer Schubert        | BR Deutschland | 50,23 s |
| 4     | Ari Salin              | Finnland       | 50,54 s |
| 5     | Jean-Pierre Perrinelle | Frankreich     | 51,81 s |
| 6     | José Carvalho          | Portugal       | 52,64 s |
| 7     | Hassan Bergaoui        | Tunesien       | 53,70 s |

### Vorlauf 4
| Platz | Name                 | Nation           | Zeit    |
| ----- | -------------------- | ---------------- | ------- |
| 1     | John Akii-Bua        | Uganda           | 50,35 s |
| 2     | Stavros Tziortzis    | Griechenland     | 50,54 s |
| 3     | Ivan Daniš           | Tschechoslowakei | 50,62 s |
| 4     | Bruce Field          | Australien       | 51,46 s |
| 5     | Hansjörg Wirz        | Schweiz          | 52,34 s |
| 6     | Dick Bruggeman       | USA              | 54,36 s |
| 7     | Julio Ferrer         | Puerto Rico      | 54,83 s |
| DNS   | Francisco Rojas Soto | Paraguay         |         |

### Vorlauf 5
| Platz | Name               | Nation         | Zeit    |
| ----- | ------------------ | -------------- | ------- |
| 1     | Jewgeni Gawrilenko | Sowjetunion    | 49,73 s |
| 2     | Jim Seymour        | USA            | 49,81 s |
| 3     | Rolf Ziegler       | BR Deutschland | 50,17 s |
| 4     | Roger Johnson      | Neuseeland     | 50,48 s |
| 5     | Mike Murei         | Kenia          | 51,63 s |
| 6     | Lee Chung-ping     | Taiwan         | 52,61 s |
| 7     | Gladstone Agbamu   | Nigeria        | 53,68 s |
| DNF   | John Sherwood      | Großbritannien |         |

## Halbfinale

Rolf Ziegler (Dritter von links, bei den Europameisterschaften 1974) erreichte als Fünfter des ersten Halbfinals nicht den Endlauf

Datum: 1. September 1972, ab 14:30 Uhr

### Lauf 1
| Platz | Name               | Nation           | Zeit    |
| ----- | ------------------ | ---------------- | ------- |
| 1     | John Akii-Bua      | Uganda           | 49,25 s |
| 2     | Ralph Mann         | USA              | 49,53 s |
| 3     | David Hemery       | Großbritannien   | 49,66 s |
| 4     | Rainer Schubert    | BR Deutschland   | 49,80 s |
| 5     | Rolf Ziegler       | BR Deutschland   | 49,88 s |
| 6     | Ivan Daniš         | Tschechoslowakei | 50,01 s |
| 7     | Wiktor Sawtschenko | Sowjetunion      | 50,28 s |
| 8     | Jean-Pierre Corval | Frankreich       | 50,75 s |

### Lauf 2

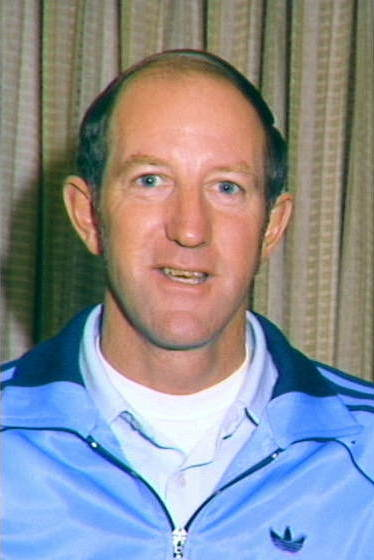
Gary Knoke – ausgeschieden als Sechster des zweiten Halbfinals

| Platz | Name               | Nation         | Zeit    |
| ----- | ------------------ | -------------- | ------- |
| 1     | Jim Seymour        | USA            | 49,33 s |
| 2     | Jewgeni Gawrilenko | Sowjetunion    | 49,34 s |
| 3     | Juri Sorin         | Sowjetunion    | 49,60 s |
| 4     | Stavros Tziortzis  | Griechenland   | 50,06 s |
| 5     | Tadeusz Kulczycki  | Polen          | 50,80 s |
| 6     | Gary Knoke         | Australien     | 52,79 s |
| DNF   | Dieter Büttner     | BR Deutschland |         |
| DNF   | Christian Rudolph  | DDR            |         |

Christian Rudolph zog sich auf der Bahn 1 laufend nach der letzten Hürde einen Riss der Achillessehne zu und stürzte. Dieter Büttner auf Bahn 2 konnte dem Gestürzten nicht ausweichen, stolperte über ihn und kam ebenfalls zu Fall.

## Finale
Datum: 2. September 1972, 16:15 Uhr
| Platz | Name               | Nation         | Zeit    | Anmerkung |
| ----- | ------------------ | -------------- | ------- | --------- |
| 1     | John Akii-Bua      | Uganda         | 47,82 s | WR        |
| 2     | Ralph Mann         | USA            | 48,51 s |           |
| 3     | David Hemery       | Großbritannien | 48,52 s |           |
| 4     | Jim Seymour        | USA            | 48,64 s |           |
| 5     | Rainer Schubert    | BR Deutschland | 49,65 s |           |
| 6     | Jewgeni Gawrilenko | Sowjetunion    | 49,66 s |           |
| 6     | Stavros Tziortzis  | Griechenland   | 49,66 s |           |
| 8     | Juri Sorin         | Sowjetunion    | 50,25 s |           |

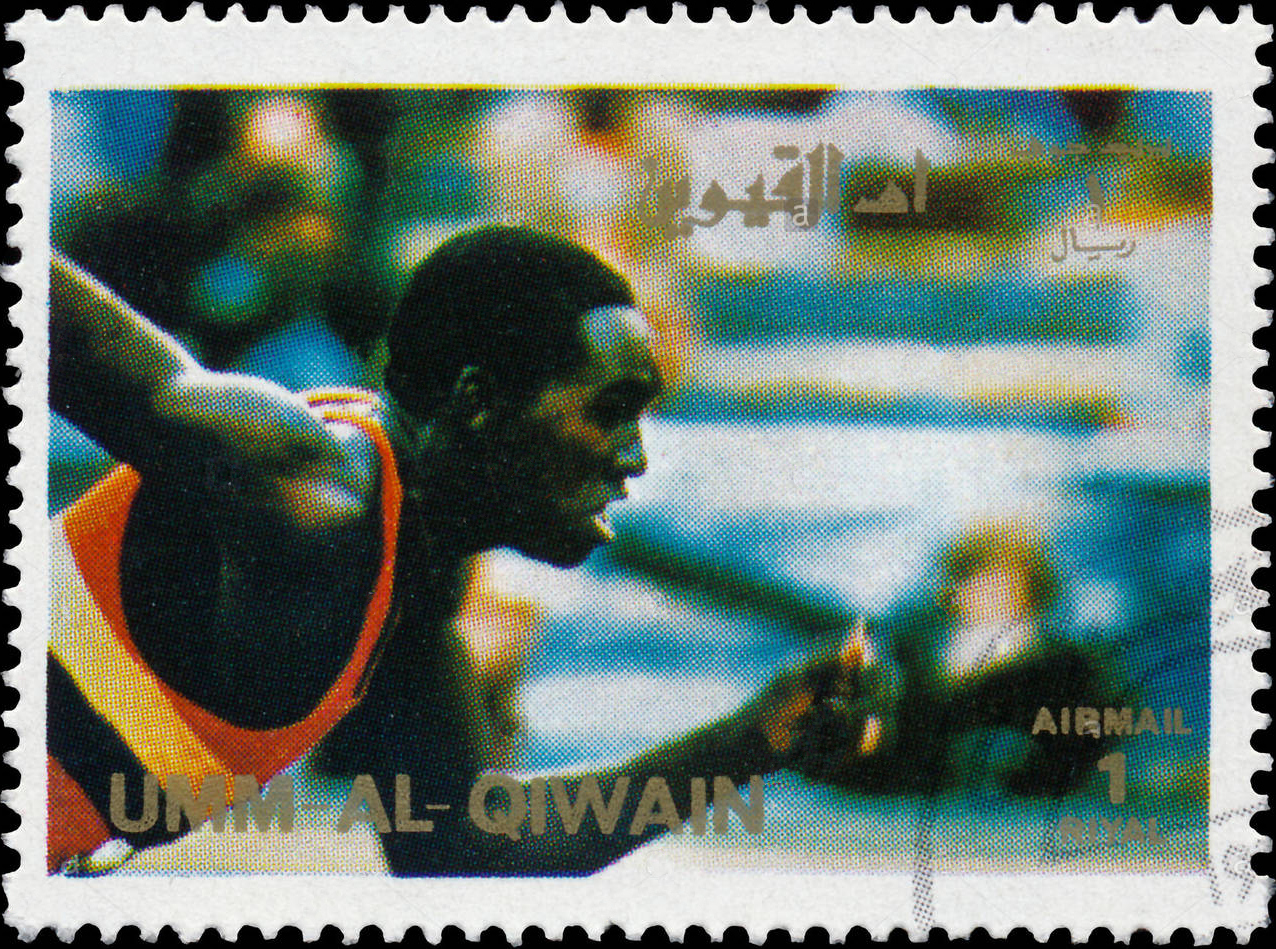
Olympiasieger John Akii-Bua

Als Favorit galt zunächst einmal Ralph Mann aus den Vereinigten Staaten, der als Weltjahresbester nach München anreiste. Der britische Weltrekordhalter und Olympiasieger von 1968 David Hemery hatte eine lange Wettkampfpause hinter sich und kam erst zu Anfang des Olympiajahres in den Leistungssport zurück. Er hatte nach anfänglich schwächeren Zeiten bei seinem Wiedereinstieg sein Leistungsniveau erheblich gesteigert, sodass er zumindest zum weiteren Kreis der Medaillenanwärter gezählt werden musste.
Hemery begann das Finalrennen wie schon bei seinem Olympiasieg 1968 in Mexiko-Stadt mit hohem Tempo und führte das Feld an. Eingangs der Zielgeraden hatte Außenseiter John Akii-Bua aus Uganda aufgeschlossen und zog fast mühelos am Briten vorbei. Akii-Bua vergrößerte seinen Vorsprung vor dem gesamten Feld immer weiter und war im Ziel der erste Athlet, der die Strecke unter 48 Sekunden bewältigte. Silber ging an Ralph Mann, der den am Schluss nachlassenden David Hemery um eine Hundertstelsekunde besiegen konnte. Der US-Amerikaner Jim Seymour hatte zwar ebenfalls noch viel Boden auf Hemery gutgemacht, konnte jedoch keinen Medaillenplatz mehr erreichen. Mit deutlichem Abstand zu Seymour wurde der Deutsche Rainer Schubert Fünfter.
John Akii-Bua war der erste Olympiasieger aus Uganda. Außerdem vollführte er zum ersten Male eine Ehrenrunde.

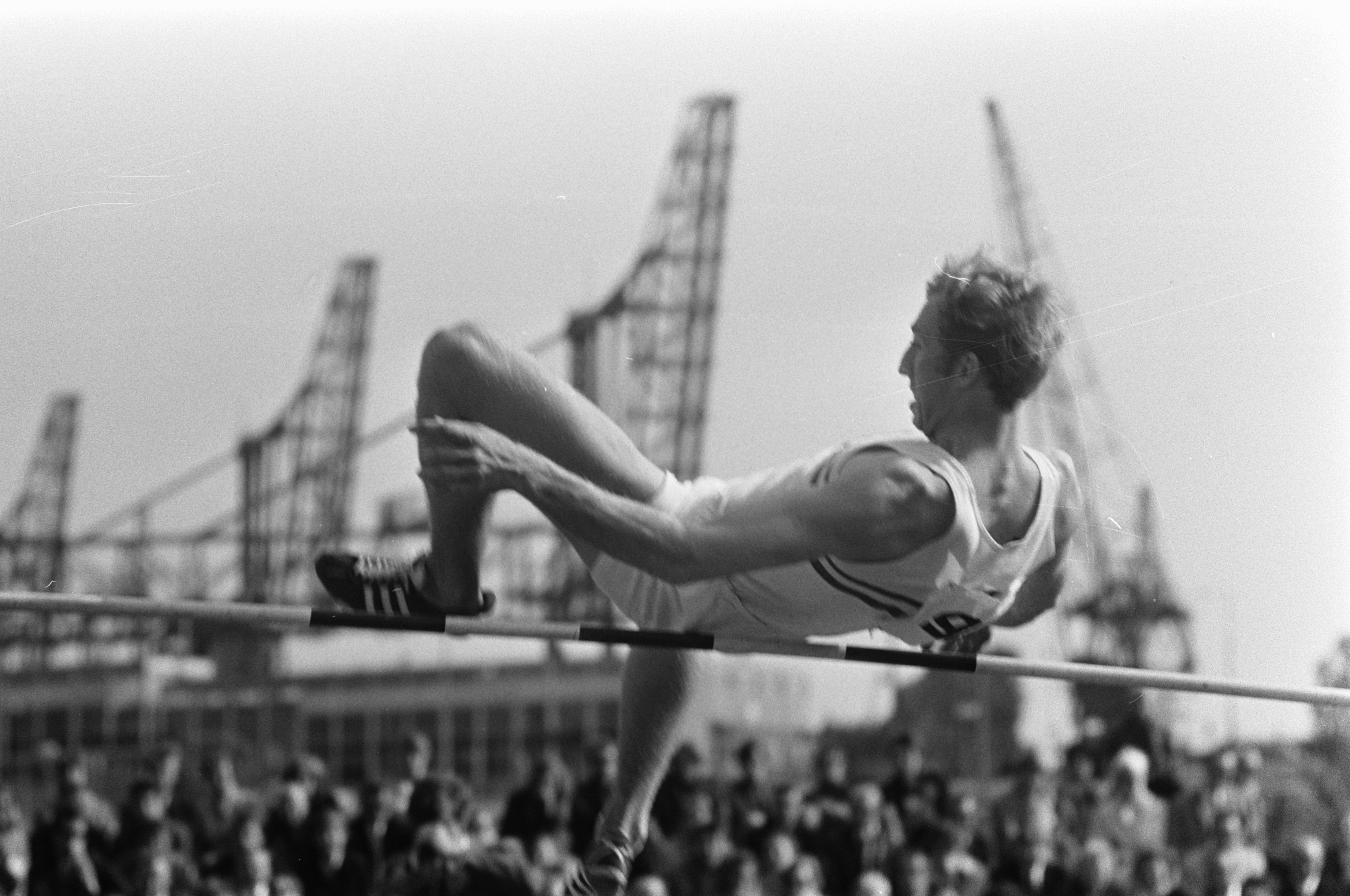
Der Olympiasieger von 1968 David Hemery (hier als Hochspringer) gewann die Bronzemedaille
Noch einmal das Foto von den Europameisterschaften 1974: Jewgeni Gawrilenko  (Nr. 830) und Stavros Tziortzis (Nr. 528) belegten gemeinsam den geteilten sechsten Rang

## Videolinks
- 400m Hurdles Olympic Final 1972 - Munich, youtube.com, abgerufen 29. September 2021
- Men's 400m hurdles - Munich 1972 - 50 fps, youtube.com, abgerufen am 23. November 2017